# Гросс, Фердинанд
Фердинанд Гросс (нем. Ferdinand Groß; 1849—1900) — австрийский журналист, писатель, редактор и поэт.

## Биография
Фердинанд Гросс родился 8 апреля 1849 года в Кальтенлейтгебене (ныне один из районов города Вены). Его предки, выходцы из Италии, эмигрировали из Падуи в Венгрию, а оттуда в Вену. 
С пятнадцати лет Гросс посвятил себя журнальной деятельности, помещая статьи в различных периодических печатных изданиях. В 19 лет он уже состоял постоянным сотрудником влиятельных венских газет.
В середине 1870-х гг., Ф. Гросс начал редактировать «Prager Tageblatt», в 1879 году «Frankfurter Zeitung». В эту эпоху он достиг громадной известности своим фельетоном на конкурс, назначенный Центральным литературным бюро в Берлине в 1877 году. Фельетон «Litterarische Zukunftsmusik» получил при этом первую премию. Основная идея его, выраженная в блестящей форме, сводится к тому, что человечество все меньше в состоянии осилить и усвоить быстро возрастающую массу литературного материала. 
В 1886—87 гг. Фердинанд Гросс издавал ежемесячник «Der Frauenfeind», а с 1888 года руководил беллетристическим отделом в «Wiener Mode». 
Гросс писал, главным образом, фельетоны на злободневные темы, но его обильные знания и оригинальные идеи вызывали большой интерес у читателей. Свои фельетоны он издал также в ряде сборников. Гросс написал ряд литературно-критических эскизов, об Альфреде Доде, Золя, Смайльсе, Дизраэли, Лессинге и т. д. Все эти эскизы объединены в сборниках: «Aus der Bücherei» (1883) и «Was die Bücherei enthält» (1889). 
Наибольшей известностью пользовалась отдельно изданная в 1888 году монография писателя «Goethes Werther in Frankreich». 
Фердинанд Гросс пробовал также свои силы на поэтическом поприще, но уже с гораздо меньшим успехом. В 1880 году Гросс вместе с Максом Нордау написал комедию «Die neuen Journalisten» (1885 и 1894). 
С 1898 года до смерти он состоял председателем общества венских журналистов «Concordia». 
Фердинанд Гросс умер в 1900 году в городе Вене.